# Marshawn Kneeland
Marshawn Kneeland (Grand Rapids, 8 luglio 2001) è un giocatore di football americano statunitense che milita nel ruolo di defensive end per i Dallas Cowboys della National Football League (NFL).

## Carriera universitaria
Kneeland giocò per i Broncos della Western Michigan University dal 2019 al 2023. Nel 2022 fu sul punto di trasferirsi a Colorado ma alla fine optò per rimanere. Nel corso della sua carriera nel college football totalizzò 149 tackle e 12,5 sack.

## Carriera professionistica

### Dallas Cowboys
Kneeland fu scelto nel corso del secondo giro (56º assoluto) del Draft NFL 2024 dai Dallas Cowboys. Debuttò come professionista subentrando nella gara del primo turno contro i Cleveland Browns, mettendo a segno 3 placcaggi. La sua prima stagione si chiuse con 14 tackle, un passaggio deviato e un fumble recuperato in 11 presenze, di cui una come titolare.